# Drosicha corpulenta
Drosicha corpulenta är en insektsart som först beskrevs av Kuwana 1902.  Drosicha corpulenta ingår i släktet Drosicha och familjen pärlsköldlöss. Inga underarter finns listade i Catalogue of Life.